# Peucedanum occidentale
Peucedanum occidentale är en flockblommig växtart som beskrevs av Pietro Bubani. Peucedanum occidentale ingår i släktet siljor, och familjen flockblommiga växter. Inga underarter finns listade i Catalogue of Life.